# Steve Bacic

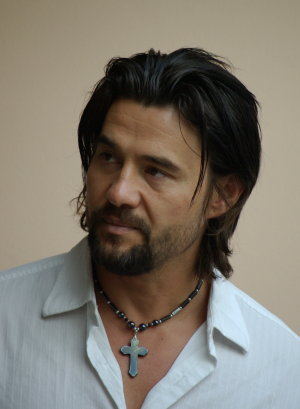
Steve Bacic in 2008

Steve Bacic (Kroatië, 13 maart 1965) is een in Kroatië geboren Canadees acteur.

## Biografie
Bacic werd geboren in een klein dorpje in Kroatië, en groeide op in Windsor. Hij studeerde af in kinesiologie aan een universiteit en tijdens zijn studietijd wilde hij eerst een professioneel atleet, trainer of fysiotherapeut worden, later besloot hij om acteur te worden. Halverwege zijn twintiger jaren verhuisde hij naar Vancouver voor zijn acteercarrière.
Bacic begon in 1991 met acteren in de televisieserie 21 Jump Street, waarna hij nog meer dan 150 rollen speelde in televisieseries en films. Hij is vooral bekend van zijn rol als Telemachus Rhade in de televisieserie Andromeda waar hij in 45 afleveringen speelde (2000-2005).
Bacic is getrouwd waaruit hij drie kinderen heeft.

## Filmografie

### Films
Selectie:
- 2017 Wonder - als vader van Justin
- 2013 She Made Them Do It – als Sean
- 2008 Stargate: Continuum – als Camulus
- 2007 Battlestar Galactica: Razor – als colonel Jurgen Belzen
- 2007 Good Luck Chuck – als Howard
- 2006 The Tooth Fairy – als Cole
- 2006 John Tucker Must Die – als Skip
- 2003 X2 – als Dr. Hank McCoy
- 2002 Ballistic: Ecks vs. Sever – als agent Fleming
- 2000 The 6th Day – als Johnny Phoenix

### Televisieseries
Uitgezonderd eenmalige gastrollen.
- 2023 Wilderness - als Elliot - 2 afl.
- 2020-2023 Virgin River - als Wes - 8 afl.
- 2021 Maid - als Micah - 2 afl.
- 2020 Julie and the Phantoms - als Trevor Wilson - 2 afl.
- 2020 The Order - als Malachai - 2 afl.
- 2014-2019 Garage Sale Mysteries - als Jason Shannon - 15 afl.
- 2017-2018 Arrow - als Sean Sonus - 2 afl.
- 2016 Aftermath - als Jeff Cottrell - 2 afl.
- 2016 Second Chance - als Bennet - 3 afl.
- 2013-2014 Spooksville - als George Freeman - 7 afl.
- 2014 When Calls the Heart – als Charles Spurlock – 4 afl.
- 2013-2014 Republic of Doyle – als inspecteur Craig Smallwood – 6 afl.
- 2010-2011 Big Love – als Goran – 6 afl.
- 2009-2010 Cra$h & Burn – als Pavel Korkov – 9 afl.
- 2001 Smallville – als garagewerker – 2 afl.
- 2008-2009 The Guard – als Miro Da Silva – 22 afl.
- 2007 Flash Gordon – als Barin – 4 afl.
- 2006 Whistler – als Adam Lawson – 3 afl.
- 2006 Blade: The Series – als Frederick – 2 afl.
- 2000-2005 Andromeda – als Telemachus Rhade – 45 afl.
- 2000-2004 Stargate SG-1 – als Camulus / majoor Coburn – 4 afl.
- 2001-2002 Just Deal – als coach – 4 afl.
- 1996-1997 Profit – als Seth – 2 afl.
- 1991-1992 Street Justice – als Luis Gomez – 3 afl.

- Bibliothèque nationale de France: cb162086854 (data)
- Gemeinsame Normdatei: 14122892X
- International Standard Name Identifier: 0000 0001 1483 0863
- Library of Congress Control Number: no2008097419
- Virtual International Authority File: 163458882
- WorldCat: E39PBJmHP6JfgPgCh8qbTwb8G3